# Branko Radičević

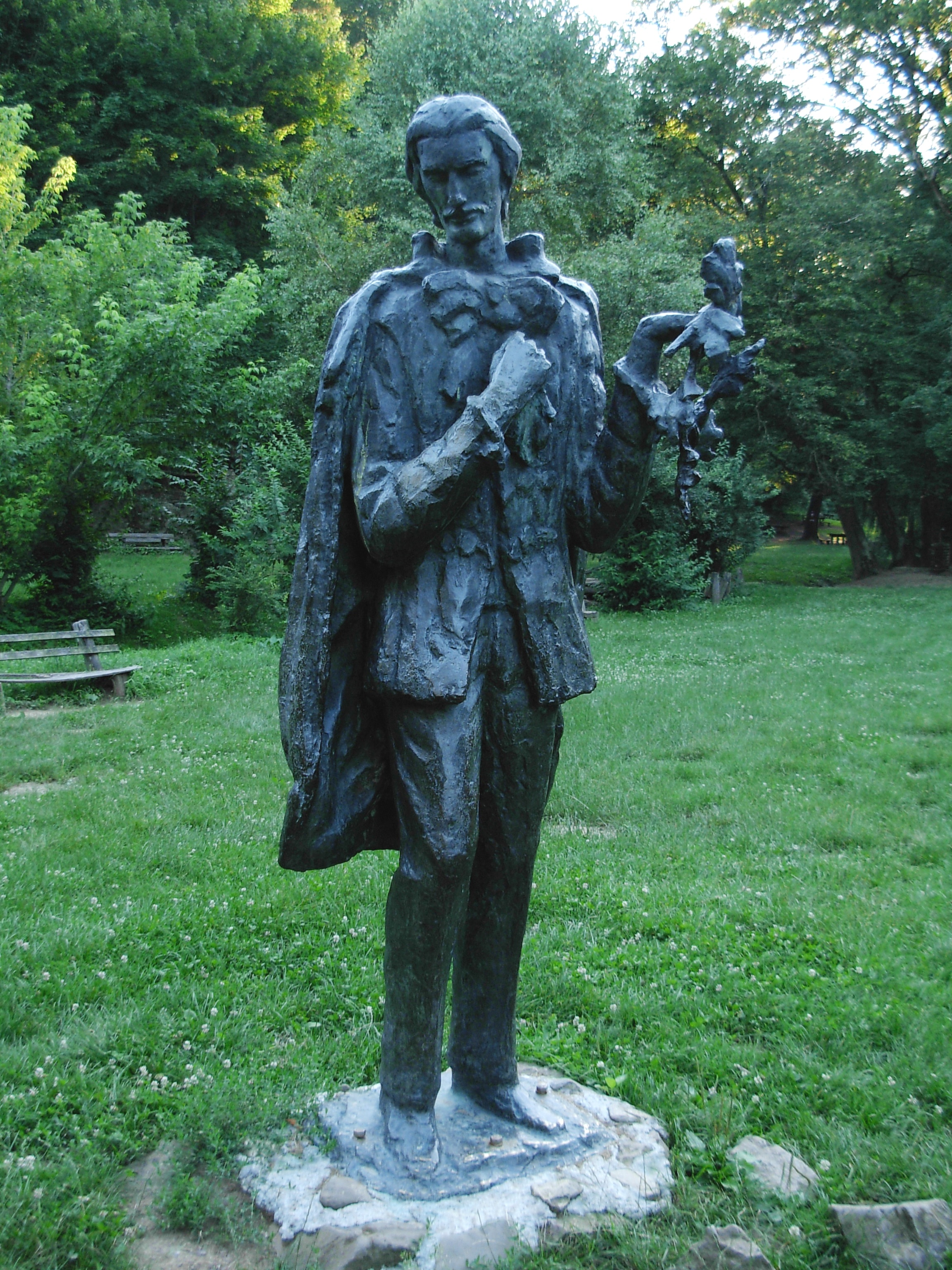
A költő szobra (Stražilovo)

Branko Radičević (Bród (Szlavónia), 1824. március 27. – Bécs, 1853. június 30.) szerb költő.

## Életpályája
Todor és Ruža Radičević fiaként született, a keresztségben az Aleksije neve kapta, melyet szerbre (Branko) fordított. Zimonyban, Karlócán és Temesvárt végezte alsó és gimnáziumi iskoláit. 1847-ben Bécsben jogot és 1850-51-ben orvostant hallgatott. Bécsben a híres nyelvtudósnak Vuk Karadžić-nak munkatársa és barátja volt és együtt lakott a tudós Đuro Daničić-csal. Hogy gond nélkül élhessen, atyai pártfogója Karadžić neki Miloš Obrenović fejedelemtől évi 800 forint járadékot szerzett. Ő használta először a szerb irodalmi nyelvet a költészetben. 1853-ban hunyt el Bécsben.

## Emlékezete
Hamvait a köztemetőből a hálás szerb nép 1883-ban Karlócára vitte; síremlékéhez köveket küldtek minden vidékről, ahol szerbek laknak és melyhez történelmi emlékeik fűződnek. Miklós montenegrói fejedelem ezüst koszorút küldött sírjára.

## Munkája
- Pesme Branka Radičevica. Bécs, 1847., 1851. I., II. kötet, a III. kötetet atyja adta ki Temesvárt 1862. (Ezen összegyűjtött munkái 1879-ben Pancsován VI. kiadásban jelentek meg.)

Költeményeiből magyar fordítás Szulik Józseftől a Bácskában 1890. 27. sz. 1891. 81. sz. és Dömötör Páltól a Fővárosi Lapokban 1819. 226. sz. jelentek meg).

## Magyarul
- A Vidám Varázsló cukrászdája; ford. Gál László; Forum, Novi Sad, 1962
- A három hazug; ford. Bodrits István; Forum, Novi Sad, 1965 (Csillagos könyvek)